# Hilding Lindbäck
Karl Hilding Lindbäck, född 10 januari 1945 i Luleå, Norrbotten, är en svensk skådespelare.

## Filmografi
- 1993 – Kärlekens himmelska helvete
- 1995 – Stora och små män
- 1997 – Vildängel
- 1999 – Lusten till ett liv